# Micho Dukow
Micho Iwanow Dukow (auch Miho Ivanov Dukov geschrieben, bulgarisch Михо Иванов Дуков; * 29. Oktober 1955 in Schiwatschewo, Oblast Sliwen) ist ein ehemaliger bulgarischer Ringer. Er gewann bei den Olympischen Spielen 1980 eine Silbermedaille im freien Stil im Federgewicht. Dazu war er dreimal Europameister im freien Stil im Feder- bzw. Leichtgewicht.

## Werdegang
Micho Dukow begann als Jugendlicher 1963 mit dem Ringen. Schon im Juniorenalter zeigte er sehr gute Leistungen und wurde daraufhin, nach dem Eintritt in die bulgarische Armee, zum Sportclub der Armee ZSKA Sofia delegiert. Sein Trainer war dort Jantscho Patrikow, ein ehemals sehr erfolgreicher bulgarischer Freistilringer. Micho Dukow konzentrierte sich ebenfalls ganz auf den freien Stil. Bei einer Größe von 1,68 Metern begann er seine internationale Karriere zunächst im Bantamgewicht, wuchs dann aber über das Federgewicht bis in das Leichtgewicht hinein.
Seinen ersten großen internationalen Erfolg feierte er bei der Junioren-Europameisterschaft 1974 in Haparanda. Er wurde dort im Bantamgewicht Sieger vor Gigel Anghel aus Rumänien und dem sowjetischen Sportler Gurgen Bagdasarjan. Auch 1955 war er bei den Junioren sehr erfolgreich, denn er wurde in Chaskowo sogar Junioren-Weltmeister im Bantamgewicht vor Gurgen Bagdasarjan und Gigel Anghel.
Im Jahre 1975 wurde er aber auch schon bei den Senioren eingesetzt. Dabei gelang ihm bei der Europameisterschaft in Ludwigshafen am Rhein im Bantamgewicht mit der Silbermedaille gleich ein Medaillengewinn. Er bezwang dabei die routinierten László Klinga aus Ungarn und Zbigniew Żedzicki aus Polen. Geschlagen geben musste er sich lediglich dem überragenden sowjetischen Freistilringer Wladimir Jumin. Auch bei der Weltmeisterschaft in Minsk gewann er eine Medaille. Er wurde Dritter und erhielt dafür die Bronzemedaille. Besiegt wurde er dabei nach drei Siegen von Wladimir Jumin und dem japanischen Überraschungsweltmeister Masao Arai.
Auch bei den Olympischen Spielen 1976 in Montreal unterlag Micho Dukow im Bantamgewicht gegen Jumin und Arai. Auf Grund dieser Niederlagen reichte er für ihn in Montreal trotz seiner Siege über Gordon Smith aus Australien, Gigel Anghel, Ramezan Kheder aus dem Iran und Zbigniew Żedzicki nur zum undankbaren 4. Platz.
Bei der Europameisterschaft 1977 in Bursa startete Micho Dukow erstmals im Federgewicht. Aber auch sein Hauptkonkurrent Wladimir Jumin war in diese Gewichtsklasse aufgerückt und besiegte ihn erneut im Endkampf. Damit wurde Micho Dukow wieder Vize-Europameister. Auf dem Weg zu diesem Erfolg schlug er u. a. die beiden deutschen Teilnehmer Helmut Strumpf aus Jena und Eduard Giray aus Freiburg. Bei der Weltmeisterschaft 1977 in Lausanne besiegte er dann u. a. den Ex-Weltmeister Mohsen Faravashi aus dem Iran unterlag aber wieder gegen Wladimir Jumin und dem US-Amerikaner James Humphrey und kam damit auf den 3. Platz.
1978 gelang Micho Dukow in Sofia in Abwesenheit von Wladimir Jumin dann endlich der Gewinn des Europameistertitels im Federgewicht. Er besiegte dabei u. a. die Spitzenringer Saipula Absaidow aus der UdSSR, Zoltán Szalontai aus Ungarn und Vehbi Akdağ aus der Türkei. Bei der Weltmeisterschaft dieses Jahres in Mexiko-Stadt enttäuschte er etwas und unterlag neben Wladimir Jumin überraschend auch dem Iraner Mohamed Rezaeh und erreichte damit nur den 6. Platz.
Seinen zweiten Europameistertitel gewann Micho Dukow 1979 in Bukarest. Er siegte dort u. a. über Erhard Pocher aus der DDR, Jan Szymański aus Polen und im Endkampf Eduard Giray aus der BRD, der hinter ihm den 2. Platz belegte. Bei der Weltmeisterschaft 1979 in San Diego schien Micho Dukow dann auf dem Weg zu seinem ersten Weltmeistertitel zu sein, als er seinen ewigen Widersacher Wladimir Jumin nach Punkten besiegt hatte. Er verlor dann aber überraschen gegen den US-Amerikaner Andre Metzger, der wiederum gegen Jumin verloren hatte. Nach dem Ende der Kämpfe stand Jumin mit den wenigsten Fehlpunkten da und wurde damit trotz seiner Niederlage gegen Dukow erneut Weltmeister. Dukow wurde Vize-Weltmeister und Andre Metzger kam auf den 3. Platz.
1980 konzentrierte sich Micho Dukow ganz auf die Olympischen Spiele in Moskau. Ihm gelangen dort fünf Siege über durchwegs schwere Gegner. Im Endkampf stand er dann nicht Wladimir Jumin, sondern dessen 21-jährigem Vertreter Magomedgassan Abuschew gegenüber. Obwohl Abuschew kaum internationale Erfahrung besaß, besiegte er Micho Dukow nach Punkten und verwies diesen auf den 2. Platz.
Micho Dukow setzte seine Karriere auch 1981 fort und erschien dort erstmals im Leichtgewicht. Bei der Europameisterschaft in Łódź überzeugte er dabei auch in dieser neuen Gewichtsklasse und schlug u. a. Eberhard Probst aus der DDR, Kiro Ristow aus Jugoslawien und Michail Tscharatschura aus der UdSSR, was den Gewinn seiner dritten Europameistertitels bedeutete.
Überraschenderweise setzte er dann aber seine Karriere doch nicht fort. Er war schon bei der Weltmeisterschaft 1981 nicht mehr dabei. Stattdessen begann er eine Ausbildung zum Sportlehrer und arbeitete danach bei CSKA Sofia als Ringertrainer. Nach 1990 war einige Jahre als Trainer in der Schweiz tätig. In den Jahren 2002 und 2003 war er Cheftrainer der bulgarischen Nationalmannschaft der Freistilringer.

## Internationale Erfolge
(OS = Olympische Spiele, WM = Weltmeisterschaft, EM = Europameisterschaft, F = freier Stil, Ba = Bantamgewicht, Fe = Federgewicht, Le = Leichtgewicht, damals bis 57 kg, 62 kg u. 68 kg Körpergewicht)
- 1974, 1. Platz, Junioren-EM in Haparanda, F, Ba, vor Gigel Anghel, Rumänien, Gurgen Bagdasarjan, UdSSR u. Hans Partsch, BRD;
- 1974, 1. Platz, Balkan-Spiele in Goma Orahovitza, F, Ba, vor Risto Darlev, Jugoslawien u. Fikret Ayvaz, Türkei;
- 1975, 1. Platz, Junioren-WM in Chaskowo, F, Ba, vor Gurgen Bagdasarjan u. Gigel Anghel;
- 1975, 2. Platz, EM in Ludwigshafen am Rhein, F, Ba, mit Siegen über Josef Klimczak, Tschechoslowakei, Gigel Anghel, Kazim Yildirim, Türkei, László Klinga, Ungarn u. Zbigniew Żedzicki, Polen u. einer Niederlage gegen Wladimir Jumin, UdSSR;
- 1975, 3. Platz, WM in Minsk, F, Ba, mit Siegen über Amrik Singh Gill, Großbritannien, Grigoire Condrat, Rumänien u. Mark Massery, USA u. Niederlagen gegen Wladimir Jumin u. Masao Arai, Japan;
- 1976, 4. Platz, OS in Montreal, F, Ba, mit Siegen über Gordon Smith, Australien, Gigel Anghel, Ramezan Kheder, Iran u. Zbigniew Żedzicki u. Niederlagen gegen Masao Arai u. Wladimir Jumin;
- 1977, 1. Platz, "Dan-Kolew"-Turnier in Jambol, F, Fe, vor Megdiin Choilogdordsch, Mongolei u. Djafarzadeh, Iran;
- 1977, 2. Platz, EM in Bursa, F, Fe, mit Siegen über Panag Koutsoupakis, Griechenland, Eduard Giray, BRD, Helmut Strumpf, DDR, Sandor Lajos, Ungarn u. Marian Filipowski, Polen u. einer Niederlage gegen Wladimir Jumin;
- 1977, 3. Platz, WM in Lausanne, F, Fe, mit Siegen über Kenishi Horii, Japan, Yang Jung-mo. Südkorea, Mohsen Faravashi, Iran u. Eduard Giray u. Niederlagen gegen Wladimir Jumin und James Humphrey, USA:
- 1978, 1. Platz, EM in Sofia, F, Fe, mit Siegen über John Midaway, Niederlande, Saif Baramy, Jugoslawien, Saipula Absaidow, UdSSR, Zoltán Szalontai, Ungarn u. Vehbi Akdağ, Türkei;
- 1978, 6. Platz, WM in Mexiko-Stadt, F, Fe, mit Siegen über Joaquim Maldonado, Mexiko u. Egon Beiler, Kanada u. Niederlagen gegen Mohamed Rezaeh, Iran u. Wladimir Jumin;
- 1979, 1. Platz, EM in Bukarest, F, Fe, mit Siegen über Rene Meyer, Schweiz, Saif Baramy, Georgios Chatziioannidis, Griechenland, Erhard Pocher, DDR, Eduard Giray u. Jan Szymanski, Polen;
- 1979, 2. Platz, WM in San Diego, F, Fe, mit Siegen über Juneo Taka, Japan, John Park, Kanada, Zoltán Szalontai u. Wladimir Jumin u. einer Niederlage gegen Andre Metzger, USA;
- 1980, Silbermedaille, OS in Moskau, F, Fe, mit Siegen über Jan Szymanski, Raúl Cascaret Fonseca, Kuba, Zoltán Szalontai, Aurel Șuteu, Rumänien u. Georgios Chatziioannidis u. einer Niederlage gegen Magomedgassan Abuschew, UdSSR;
- 1981, 1. Platz, EM in Łódź, F, Le, mit Siegen über Eberhard Probst, DDR, Kiro Ristow, Jugoslawien, Georgios Afonoziadis, Griechenland, Stanislaw Chilinski, Polen u. Michael Tscharatschura, UdSSR